# Fårevejle Stationsby
Fårevejle Stationsby is een plaats in de Deense regio Seeland, gemeente Odsherred. De plaats telt 1821 inwoners (2008). Het dorp is gelegen in de in 1875 ingepolderde Lammefjord.